# نووایا ماکا
نووایا ماکا (به لاتین: Novaya Maka) یک منطقهٔ مسکونی در روسیه است که در داغستان واقع شده‌است.